# Pactactes
Pactactes es un género de arañas cangrejo de la familia Thomisidae. Se distribuye únicamente por el continente africano.
Fue descrito por el aracnólogo francés Eugène Simon.

## Especies
- Pactactes compactus Lawrence, 1947
- Pactactes obesus Simon, 1895
- Pactactes trimaculatus Simon, 1895